# Akane Matsunaga
Akane Matsunaga (松永 あかね Matsunaga Akane?, nacida el 14 de octubre de 2001)es una seiyū japonesa de la prefectura de Mie, Japón, afiliada a Horipro.

## Carrera profesional
Desde su infancia, jugó con su padre viendo anime e imitando la actuación. Aprendió de sus padres que hay un trabajo como actor de doblaje, y cuando estaba en la escuela primaria, aspiraba vagamente a ser actriz de doblaje. Luego, solicitó la audición Jisedai Miracle Seiyū (次世代声優ミラクルオーディション?  lit. Audición milagrosa de actor de doblaje de próxima generación) en 2017, ganó el premio Grand Prix, e hizo su debut como actriz de voz como Aine Yūki, la personaje principal de la animación televisiva Aikatsu Friends!. Matsunaga fue a Tokio para su debut y trabajó en la actuación de voz por primera vez en la escena posterior a la grabación. Como miembro de la unidad derivada BEST FRIENDS! en la votación popular «Akiba Research Institute» para la actriz de doblaje femenina que protagoniza la transmisión de anime de primavera de 2018 realizada en el sitio de noticias de Kakaku.com, su trabajo debut en Aikatsu Friends! ocupó el puesto 46 de 56.

## Filmografía

### Anime
| Año           | Título                    | Papel        | Ref.   |
| ------------- | ------------------------- | ------------ | ------ |
| 2018 - 2019   | Aikatsu Friends!          | Aine Yuki    | [ 7 ]  |
| 2019-2020     | Aikatsu on Parade!        | Aine Yuki    | [ 8 ]  |
| 2020          | Mitchiri Wanko! Animation | Leo          | [ 9 ]  |
| 2021-presente | Aikatsu Planet!           | Bloody Rock  | [ 10 ] |
| 2021          | Love Live! Superstar!!    | Aria Shibuya |        |

### Videojuegos
| Año  | Título       | Papel          | Ref.   |
| ---- | ------------ | -------------- | ------ |
| 2021 | Blue Archive | Eimi Izumimoto | [ 11 ] |

### Doblaje
| Año  | Título                                       | Papel | Ref.   |
| ---- | -------------------------------------------- | ----- | ------ |
| 2021 | Calamity, une enfance de Martha Jane Cannary | Lena  | [ 12 ] |